# I. e. 559
Évszázadok: i. e. 7. század – i. e. 6. század – i. e. 5. század
Évtizedek: i. e. 600-as évek – i. e. 590-es évek – i. e. 580-as évek – i. e. 570-es évek – i. e. 560-as évek – i. e. 550-es évek – i. e. 540-es évek – i. e. 530-as évek – i. e. 520-as évek – i. e. 510-es évek – i. e. 500-as évek
Évek: i. e. 564 – i. e. 563 – i. e. 562 – i. e. 561 –  i. e. 560 – i. e. 559 – i. e. 558 – i. e. 557 – i. e. 556 – i. e. 555 – i. e. 554

## Trónra lépések
- Nagy Kürosz ansani király, később perzsa nagy-király
- Nergal-sar-uszur babiloni király

## Halálozások
- I. Kambüszész perzsa király, II. Kurus perzsa király apja